# Filatov Lug (stanice metra v Moskvě)
Filatov Lug (rusky Филатов Луг) je stanice moskevského metra na Sokolničeské lince. Byla zprovozněna v rámci úseku Salarjevo - Kommunarka. Je pojmenována blízké zahrádkářské osady a stejnojmenné ulice.

## Charakter stanice
Stanice Filatov Lug na hranici venkovského okresu Sosenskoje (Сосенское) a městského okresu Moskovskij (Московский) v rámci Novomoskevského administrativního okruhu mezi stejnojmennou zahrádkářskou osadou, stejnojmennou ulicí, mikrorajonem Salarjevo park a Chovanským hřbitovem v ose silnice Solncevo - Butovo - Varšavskoje šosse.  
Stanice disponuje jedním vestibulem, který se nachází přímo nad nástupištěm a je spojen s nástupištěm prostřednictvím schodišť a výtahů. Východy z vestibulu směřují přes nadchody na obě strany silnice. Design stanice je inspirován starými železničními stanicemi, jako je například stanice Waterloo v Londýně, Pensylvánské nádraží v New Yorku či Kyjevské nádraží v Moskvě. Je zde zastoupena především bílá (nástupiště) a žlutá (pokladny a východy) barva. 
U stanice se nachází záchytné parkoviště pro automobily s 2000 místy a parkoviště pro jízdní kola s 56 místy. V roce 2021 byla ke stanici přivedena silnice z města Moskovskij. Co se týče veřejné dopravy, je zde možno přestoupit na několik autobusových linek a do budoucna je naplánováno vybudování tramvajové rychlodráhy pro cestující z blízkých sídlišť.  